# ANAエアサービス東京
株式会社ANAエアサービス東京（エー・エヌ・エー エアサービスとうきょう）※旧 NPS（新東京旅客サービス株式会社）は、主に旅客ハンドリング業務を行うかつて存在した全日本空輸のグループ企業。本社は成田空港内にあり、業務は成田空港（羽田空港）で行っていた。
2006年、旧社名の新東京旅客サービスから、ANAエアサービス東京に社名変更する。その後ANAの空港部門の再編計画により、基幹空港の空港運営会社化が進み、各空港ごとに部門融合型の経営統合が始まる。2013年、成田空港でも株式会社ANAエアサービス東京、新東京空港事業株式会社、成田エンジニアリングサービス株式会社が統合し、ANA成田エアポートサービス株式会社となり、新設合併により、ANAエアサービス東京の法人格は消滅した。
会社設立時は空港宅配サービス（国際線スカイポーターサービス）、旅客送迎業務を主に行ってきたが、空港宅配業務は2012年8月に終了。以降は、成田空港におけるANA国際線および国内線の旅客ハンドリング業務、ならびに外国航空会社の旅客ハンドリング業務を中心に行っていた。
2006年に現在の成田空港第１ターミナルビル南ウィングに移転し、スターアライアンス加盟の航空会社の旅客ハンドリングを一手に担い事業規模を拡大していた。
2000年半ば頃まで、ANA成田空港支店は、当時ANA採用の特定地上職が多数在籍していた。当該職掌社員は、主に自社国際線の旅客サービスや組織運営を担っており、現業では協業体制をとっていた。ANA成田エアポートサービス(旧NPS)の業務領域は、設立当初スカイポーターサービスや送迎サービスが主体であったが、成田旅客部のアサイン上、不随業務やサポート業務から徐々に業務領域に広がりを見せ、ANAの受託する航空会社のハンドリング以外に、ANA便のコントローラーやスーパーバイザー業務も移管され、組織運営も段階的により交わりを見せてていった背景がある。
※一部航空会社を除く（ユナイテッド航空とアシアナ航空は自社ハンドリングである。

## 沿革
- 1987年（昭和62年）3月 - 新東京旅客サービス株式会社（NPS）設立
- 2006年（平成18年）4月 - 新東京旅客サービス株式会社から現社名に変更
- 2006年（平成18年）6月 - 第1ターミナル南ウイングに移転、本社をANA成田スカイセンターに移転

## 受託航空会社
- 全日本空輸
- オーストリア航空
- スカンジナビア航空
- ルフトハンザドイツ航空
- エア・カナダ
- MIATモンゴル航空
- ウズベキスタン航空
- エバー航空
- シンガポール航空
- タイ国際航空
- スイス インターナショナル エアラインズ
- 中国国際航空
- シンセン航空
- エティハド航空
- カタール航空
- エジプト航空
- ニュージーランド航空
- 山東航空
- 日本貨物航空
- エアブリッジ・カーゴ
- エア・ホンコン